# Jægerspris slott
Jægerspris slott är ett danskt slott i orten Jægerspris i Hornsherred i Frederikssunds kommun. Den äldsta delen är den tre våningar höga norra flygeln. Den södra flygeln är från 1590–1600 och den östra från 1730–1731.

## Bakgrund
Jægerspris var från 1300-talet en kungsgård under namnet Abrahamstrup. Det hette Abrahamstrup till 1677, efter att 1673 köpts av jägmästaren Vincents Hahn. År 1679  övergick det till kungahuset och inrättades som sommarbostad till kung Frederik IV, som 1703 överlät slottet till sin bror prins Carl, som lät bygga om och expandera slottet.
Vid prins Carls död 1729 övertogs slottet av kronprins Kristian (senare kung Kristian VI).  Från denna tid var slottet främst ett jaktslott för kungahuset.
Kronprins Frederik (senare kung Frederik IV) ärvde slottet 1743, varefter det gick i arv till kung Frederik VII. Vid enväldets upphörande 1848 övergick slottet i statlig ägo, men 1854 köpte kungen det tillbaka för att ha som tillflyktsort från Köpenhamn med dess motstånd mot hans morganatiska äktenskap från 1850 med Louise Rasmussen, länsgrevinnan Danner. 
Efter kungens död 1863 ärvdes Jægerspris slott av grevinnan Danner och hade det som fast boplats. Hon upprättade 1867 ett barnhem i den tidigare kavaljersflygeln. Knappt ett halvår före sin död stiftade hon "Kong Frederik VII's Stiftelse af 30. oktober 1873", innebärande att Jægerspris slott efter hennes död skulle inrättas som barnhem för "fattige og ulykkeligt stillede piger". 
Under många år inrymde slottet "Jægerspris Socialpædagogiske Seminarium, Dannerseminariet", som 2009 slogs samman med "Hillerød Pædagogseminarium".
Jægerspris slottsgods är på 3 010 hektar inklusive gårdarna Christiansminde, Egelundsgården och Louiseholm.

## Bildgalleri

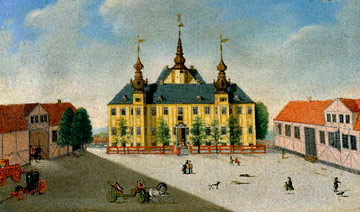
Jægerspris slott, målat av Eegberg, 1745
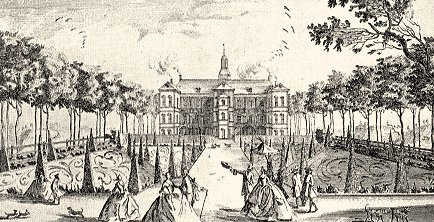
Jægerspris slott, 1746
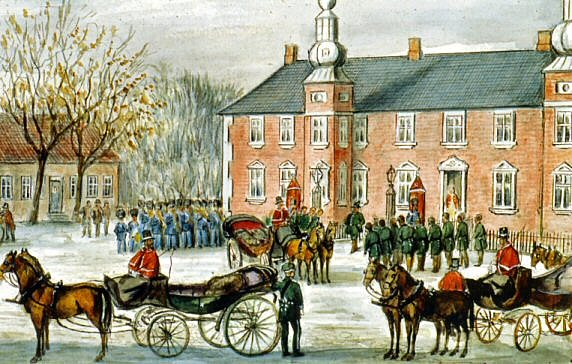
Frederik VII på jaktdag på Jægerspris slott
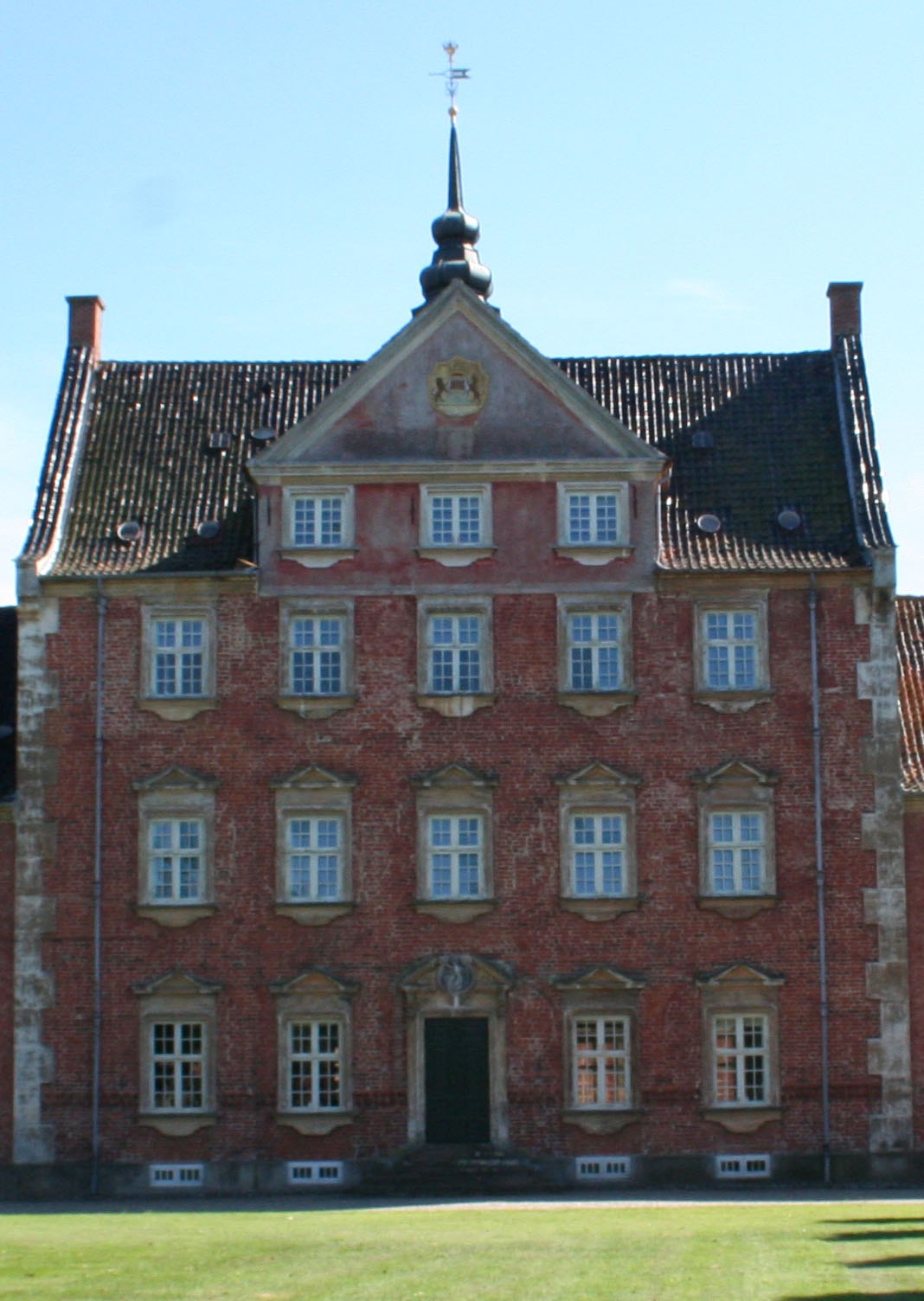
Norra flygeln, i vilken det ursprungliga Abrahamstrup ingår
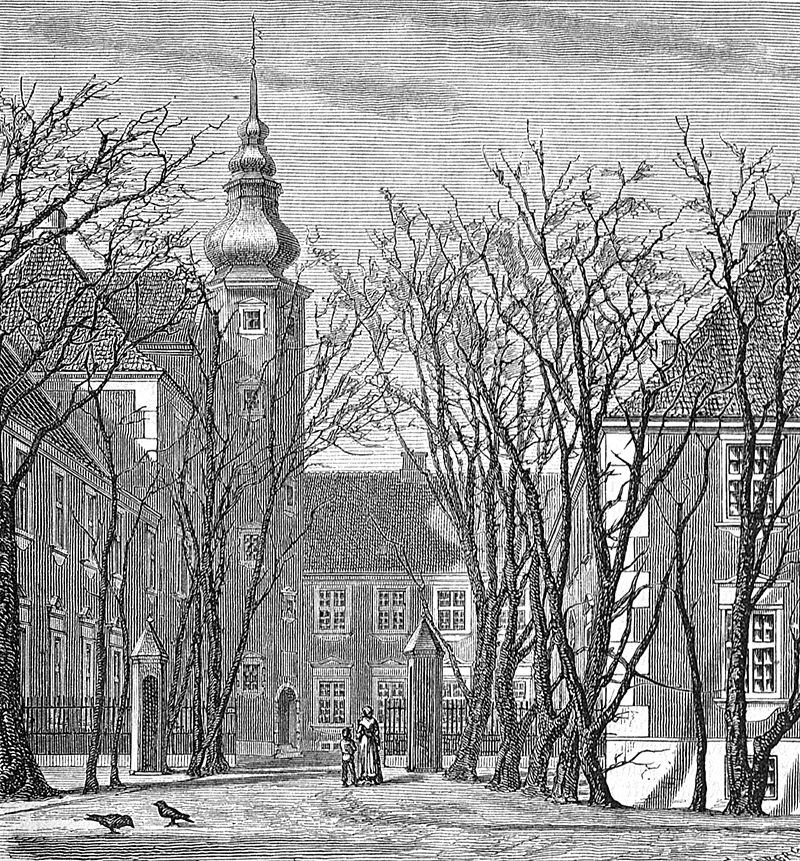
Jægerspris slott omkring 1870, sett österifrån
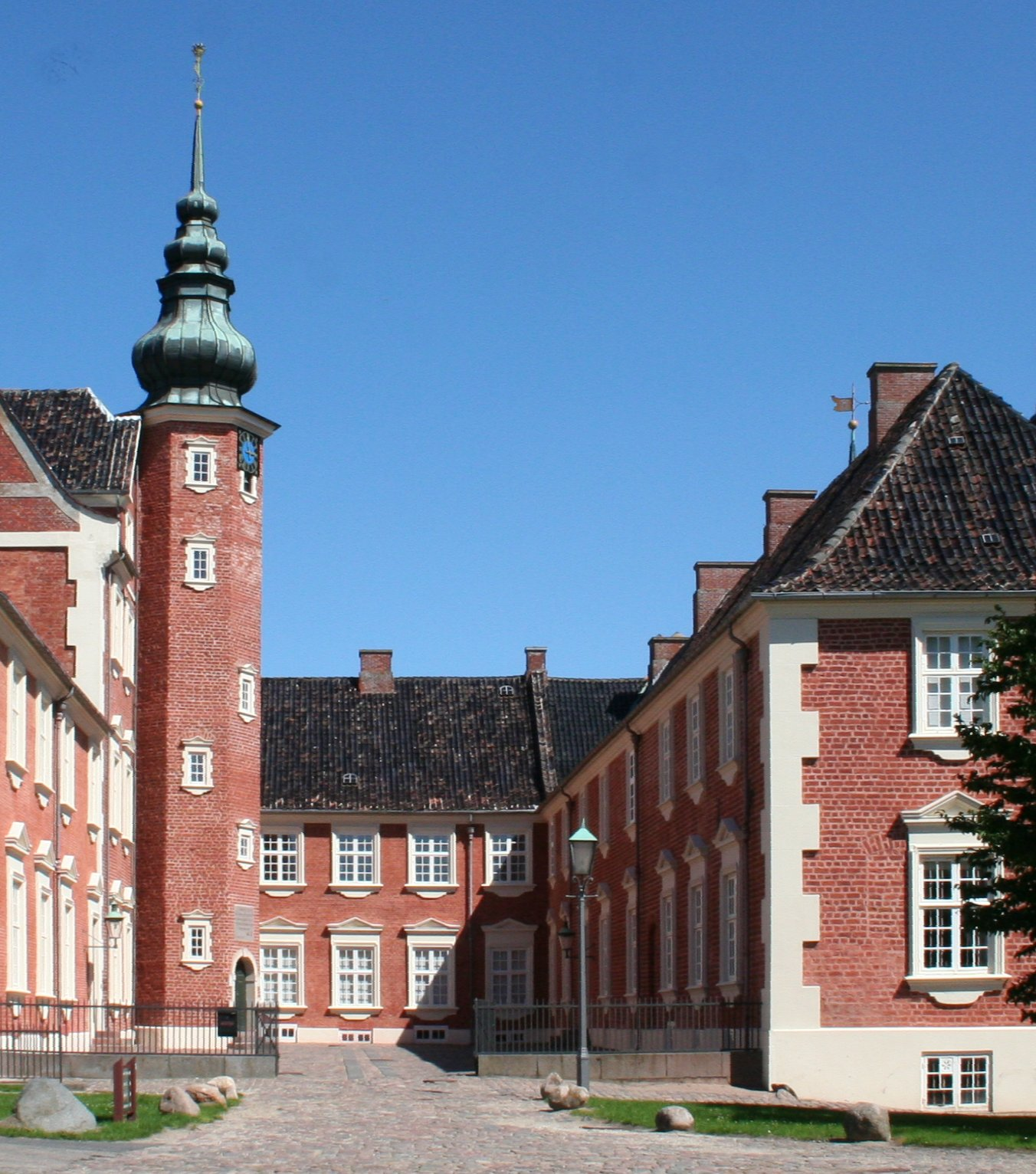
Jægerspris slott
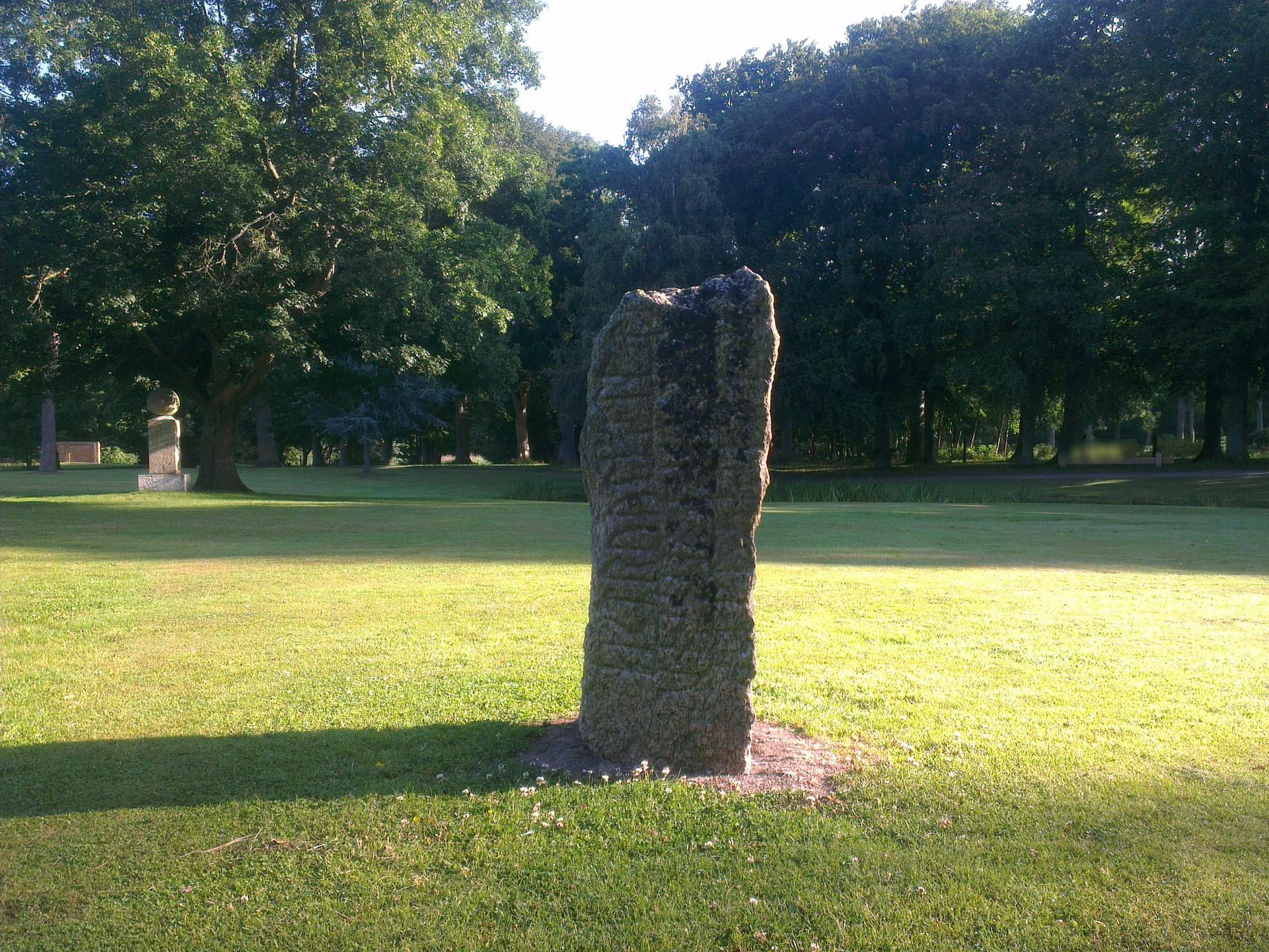
Flemløsesten 1 i slottsparken
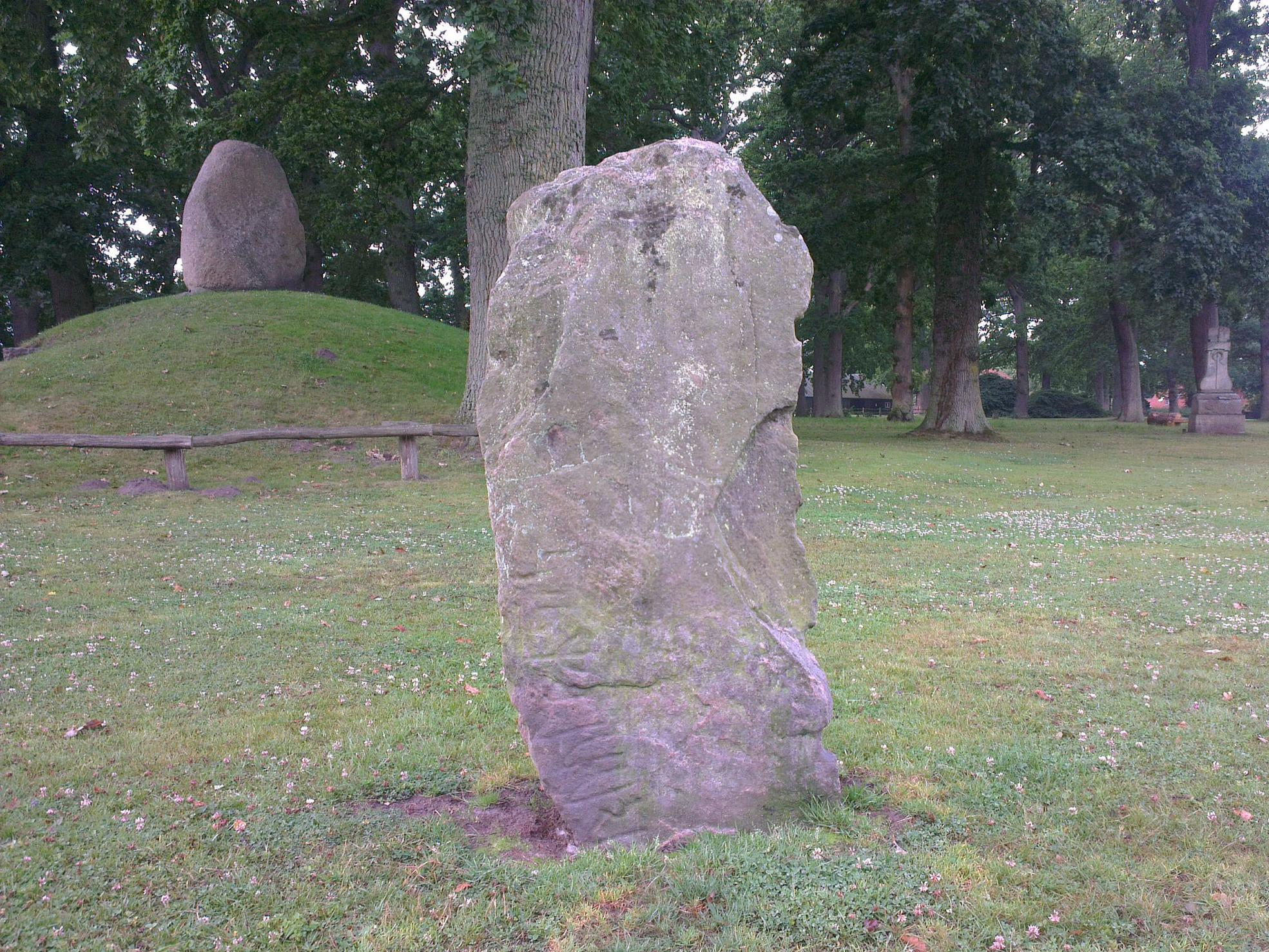
Flemløsesten 2 i slottsparken